# Gaspard Eberlé
Pour les articles homonymes, voir Gaspard.

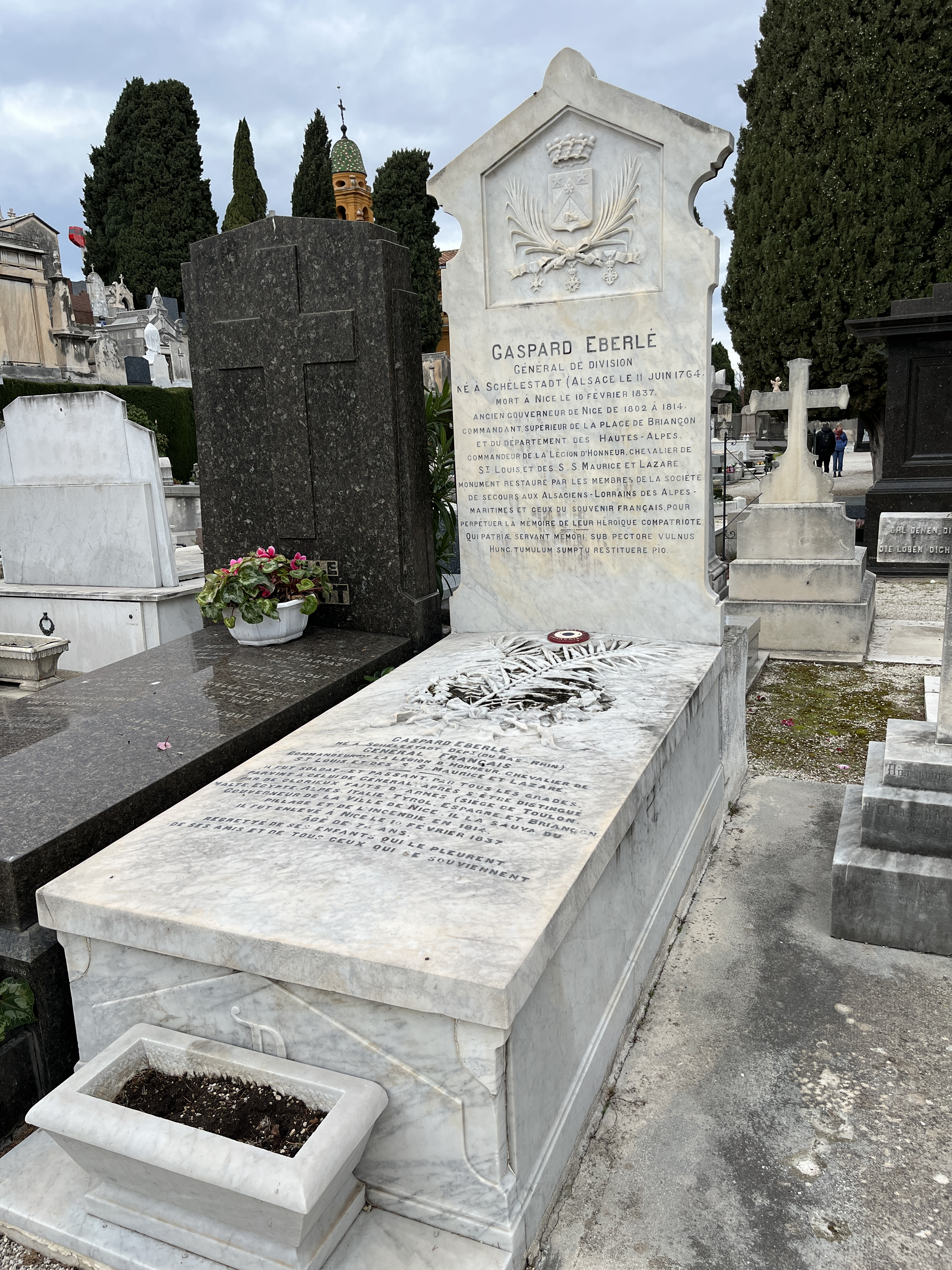
Sépulture du général Gaspard Eberlé au cimetière du Château à Nice.

Gaspard Eberlé, né à Sélestat en Alsace, le 11 juin 1764, mort à Nice durant la période sarde, le 16 février 1837, 1er baron Eberlé, est un général français de la Révolution et de l’Empire, gouverneur de Nice et de Briançon.

## Ancien Régime
Fils de François Joseph Eberlé, soldat au régiment suisse de Waldner de Freundstein, et de Catherine Gohlinger.
Il entre le 27 septembre 1781 dans le régiment du Maine (28ed'infanterie) comme simple soldat, sous le nom de guerre de « Gaspard » (son prénom de baptême était Ignace, mais sans doute adopte-t-il le prénom de son parrain, Gaspard Sinle). Caporal le 1er mai 1787, sergent le 16 mars 1792, il devient sergent-major le 7 novembre suivant.

## Guerres de la Révolution
Il fait les campagnes de 1792, 1793 et de l'an II, à l'armée d'Italie. Le 28 vendémiaire an II, à l'attaque de Gilette (Alpes-Maritimes), son capitaine est mis hors de combat ; Éberlé prend aussitôt le commandement de la compagnie, il tue un soldat piémontais et lui enlève une capote d'officier qu'il porte avec lui. Après s'en être revêtu, il s'avance vers une redoute occupée par 300 hommes et somme le commandant ennemi de faire mettre bas les armes à sa troupe. Celui-ci trompé par le costume, s'imagine qu'il a affaire à un officier d'un grade élevé suivi par des forces considérables et il se rend à discrétion avec ses 300 hommes. Sur le rapport que fait de cette action le général en chef Dugommier, Éberlé est nommé adjudant-général chef de bataillon le 13 brumaire, et adjudant-général chef de brigade le 1er frimaire suivant. Le 25 du même mois à la prise de la redoute anglaise, pendant le siège de Toulon, il s'élance un des premiers à l'assaut, son exemple entraîne les chasseurs d’avant-garde et contribue puissamment au succès de cette entreprise. Passé à l'armée des Pyrénées orientales, il se distingue au siège de Collioure et de Port-Vendres.
Le 14 floréal an II, avec cinq compagnies de chasseurs et une de grenadiers du 28e régiment d'infanterie, il sauve, pendant la nuit, la première batterie dirigée sur le fort Saint-Elme, et force par sa résistance opiniâtre une forte division ennemie à battre en retraite. Le 22 du même mois, à l'escalade de ce fort, il aide à placer les échelles, s'empare de la porte du fort pour y attacher le pétard, et est grièvement blessé d'un coup de feu qui lui traverse le genou droit. Le 5 brumaire an III (26 octobre 1794), il est blessé d'un coup de feu à l'épaule droite en chargeant la cavalerie espagnole sur la grande route de Figuières. Le 30 du même mois, avec 300 chasseurs à pied et la compagnie de grenadiers du 28e, il enlève à la baïonnette la redoute de Nostra-Signora del Roure et s'empare de vive force du pont des Moulins.
Passé en l'an IV à l'armée d'Italie, il commande l'avant-garde de la division Masséna, lorsque le 24 vendémiaire il s'empare, avec une seule compagnie d'éclaireurs, de la redoute et du camp de Roc-Barbenne où il fait 400 prisonniers. Nommé le 13 brumaire suivant, chef de brigade de la 56e demi-brigade de ligne, devenue 85e, Éberlé, à la tête d'une colonne de 700 éclaireurs, enlève plusieurs redoutes, perce la ligne de l'armée ennemie et fait 2 000 prisonniers. Le 29 germinal de la même année (18 avril 1796) il commande l'avant-garde de la division Serrurier à l'attaque de Mondovi. Atteint de trois coups de feu, dont un lui traverse la jambe droite, il continue de diriger les troupes sous ses ordres jusqu'à la fin du combat. Le 1er frimaire an V, à la reprise de Rivoli, il marche à la tête de son corps formé en colonne serrée contre l'ennemi qui a déjà battu deux demi-brigades de la division Joubert et qui s'avance pour s'emparer de l'ancienne redoute espagnole ; il parvient à couper sa ligne, culbute 400 hommes dans l'Adige et fait 1 500 prisonniers.
Dans le courant de la même année, à l'expédition du Tyrol, il prend sa part de gloire dans tous les avantages obtenus par le général Joubert. À la tête d'une seule compagnie de grenadiers de la 85e demi-brigade, il force le passage d'un pont dans des gorges très-difficiles, fit 500 prisonniers et s'empare de l'artillerie et des équipages de l'ennemi. La 85e demi-brigade est désignée pour faire partie de l'expédition d’Égypte. Comme chef, Éberlé se signale de nouveau à la bataille des Pyramides. À son retour, en l'an VII, le navire qui le transporte avec 22 Français convalescents comme lui, est forcé, par les vents contraires, de relâcher sur les côtes de Calabre dans le port de Crotone. À peine vient-il d'y entrer que le port se trouve cerné par des corsaires barbaresques. L'équipage et les passagers sont obligés de se réfugier dans la citadelle, mais bientôt ils y sont assaillis par les insurgés qui le somment de se rendre à discrétion. Éberlé, qui a pris le commandement de la petite troupe, l'excite, par son exemple, à faire une vigoureuse résistance, et c'est à la fermeté qu'il déploie dans cette circonstance qu'il doit d'obtenir une capitulation honorable pour ses compagnons et pour lui.
Le 27 pluviôse an VIII (15 février 1800), il est appelé au commandement de la première demi-brigade provisoire de l'armée d'Orient (composée des 3e bataillons, des 9e, 13e et 85e demi-brigades de ligne). C'est à la tête de ce corps qu'il prend part, sous les ordres immédiats du général Delmas, aux opérations de l'armée d'Italie. Le 5 nivôse an IX (26 décembre 1800), il montre la plus éclatante bravoure au passage du Mincio ; gravement blessé, il a le bras droit emporté par un obus et est amputé sur le champ de bataille.
Le Premier Consul lui décerne le 25 germinal an IX (15 juin 1801), un sabre d'honneur à titre de récompense nationale. Le 12 germinal an X (3 avril 1802), il est nommé général de brigade et employé comme commandant d'armes de Nice et gouverneur du département des Alpes-Maritimes. Il sait s'attirer la sympathie des Niçois qui le surnomment « Lou General sensa bra ».

## Guerres de l’Empire
Classé comme membre de droit dans la 5e cohorte de la Légion d'honneur, il en est nommé commandant le 25 prairial an XII, et lorsque l'Empereur institue sa noblesse, le général Éberlé est créé chevalier de l'Empire. En 1814, il commande encore à Nice, et les habitants de cette cité conserveront toujours le souvenir des services qu'il leur rend, notamment dans la nuit du 14 au 15 mai de cette même année, où, par sa conduite ferme et dévouée, il préserve la ville de l'incendie et du pillage par les troupes croates alliées aux austro-piémontais. Le 20 du même mois, il rentre en France, emmenant avec lui, des magasins de Nice, dans la place d'Antibes, trois bouches à feu et six caissons approvisionnés, malgré tous les obstacles que lui opposent les armées ennemies auxquelles il sait imposer par sa contenance. Il conserve le commandement de l'armée française établie à Antibes.
Il est en non-activité le 1er septembre 1814. L'Empereur, à son retour de l'île d'Elbe, le nomme commandant supérieur de la place de Briançon et gouverneur du département des Hautes-Alpes, par décret du 26 avril 1815. Il empêche pendant plusieurs mois les Alliés d'entrer dans aucune des places fortes de son commandement, dans lesquelles se trouvent des magasins immenses et plus de 50 millions de matériel, malgré l’abdication de Napoléon Ier. Le rapport détaillé des opérations et de la conduite du général Éberlé dans cette circonstance est soumis au ministre de la Guerre le 15 novembre 1815, mais les services qu'il vient de rendre au pays ne sont pas de la nature de ceux qui peuvent obtenir les bonnes grâces du gouvernement de cette époque : aussi le général, maréchal de camp, est-il mis à la retraite par ordonnance royale du 5 juin 1816. Il se retire à Nice où, à la demande de la population, qui lui est reconnaissante d'avoir évité le pillage de la ville en 1814, il obtient du roi de Piémont-Sardaigne l'autorisation de s'établir. Il y meurt le 16 février 1837 et est inhumé dans le cimetière du Château, sous une tombe armoriée de marbre blanc.
Le général Éberlé est donataire d'une rente de 4 000 francs sur Rome en date du 6 janvier 1812, chevalier, baron de l'Empire par lettres patentes du 1er janvier 1813. Il épouse en 1814, religieusement à Nice avec l'autorisation de Mgr Colonna d'Istria (évêque concordataire du diocèse de Nice), puis civilement à Antibes, Marie Julie Bermon, née à Nice le 14 avril 1787 et morte à Nice le 27 février 1854, dont il a 5 enfants.

## Iconographie
Le portrait du général-baron Éberlé est conservé au musée Masséna à Nice.
Un tableau, commandé par Louis-Philippe Ier en 1835 au peintre Adolphe Roehn (1799-1864), exposé dans la galerie des Batailles du château de Versailles, commémore l'affrontement qui eut lieu à Gilette (Alpes Maritimes), en 1793, entre les soldats austro-sardes et les troupes françaises commandées par le général Dugommier. Au premier plan à gauche, l'artiste a figuré Gaspard Éberlé qui revient du lieu de ses exploits après avoir pris un drapeau à l'ennemi autrichien (le sergent Eberlé porte l'uniforme blanc qu'il a pris à un autrichien après l'avoir tué et qui lui a permis de tromper la vigilance des ennemis en même temps que ses propos en allemand) ; le groupe emmené par le sergent Éberlé avançant en chantant, fier de l'exploit de son chef.

## Postérité
Honorant son souvenir, une voie de Nice, située près du port et permettant l'accès à la colline du château, porte le nom de « Montée Eberlé ».
Une plaque commémorative a été scellée sur les murs en ruine du château de Gilette (Alpes-Maritimes) en mai 1986 ; elle évoque le souvenir du 28e de ligne du sergent Éberlé.

## Armoiries
| Figure | Nom du baron et blasonnement |
| ------ | --- |
|        | Armes du chevalier Eberlé et de l'Empire (1813) D'azur à un chevron de gueules chargé de l'insigne des chevaliers légionnaires, soutenu d'une main d'argent tenant un sabre haut d'or, au chef d'or chargé de deux étoiles d'azur |